# مانويل أنطونيو
مانويل أنطونيو (بالبرتغالية: Manuel António‏) (29 يناير 1946 بسانتو تريسو في البرتغال - ) هو لاعب كرة قدم برتغالي في مركز الهجوم. شارك مع منتخب البرتغال لكرة القدم. أما مع النوادي، فقد لعب مع نادي أكاديميكا كويمبرا ونادي بورتو ويو دي ليريا.

## وصلات خارجية
- مانويل أنطونيو على موقع قاعدة بيانات كرة القدم.إي يو (الإنجليزية)
- مانويل أنطونيو على موقع ناشيونال فوتبول تيمز (الإنجليزية)